# Liste der Monuments historiques in Montsec
Die Liste der Monuments historiques in Montsec führt die Monuments historiques in der französischen Gemeinde Montsec auf.

## Liste der Immobilien
| Bezeichnung             | Beschreibung                                                | Standort                  | Kennzeichnung | Schutzstatus | Datum | Bild           |
| ----------------------- | ----------------------------------------------------------- | ------------------------- | ------------- | ------------ | ----- | -------------- |
| Amerikanisches Ehrenmal | offene Rotonde, 1930 errichtet, Architekt Egerton Swartwout | westlich des Ortes (Lage) | PA00106591    | Classé       | 1975  | weitere Bilder |